# Bogdan Tsymbal
Bogdan Vitaliyovitch Tsymbal (ukrainien : Богдан Віталійович Цимбал), né le 9 août 1997 à Soumy, est un biathlète ukrainien.

## Carrière
Il fait ses débuts internationaux aux Championnats du monde jeunesse en 2016 à Cheile Gradistei, où il est notamment dixième du sprint et septième de la poursuite.
En 2018, il décroche ses premières médailles dans une compétition internationale, à l'occasion des Championnats d'Europe junior, avec l'argent sur la poursuite après le bronze sur le sprint.
En 2019, il remporte un titre de champion d'Ukraine de la poursuite en biathlon d'été (sur skis à roullettes). Dans l'hiver qui suit, il figure deux fois dans le top dix en IBU Cup et fait ses débuts en Coupe du monde en janvier 2020 à Oberhof. Le mois suivant il est sélectionné pour les Championnats du monde à Antholz-Anterselva, où il dispute une seule épreuve, le sprint (67e).
Aux Championnats d'Europe 2021, à Duszniki-Zdrój, il remporte la médaille de bronze sur le relais mixte.
Aux Championnats du monde 2021 à Pokljuka, il se classe trentième du sprint avec un sans faute au tir. Il remonte ensuite douze places sur la poursuite pour finir dix-huitième. Avec ces résultats, il marque ses premiers points en Coupe du monde.
Il améliore cette performance d'une place, sur le sprint de Ruhpolding au cours de la saison 2021-2022.
Il participe ensuite aux Jeux olympiques de 2022 à Pékin, où il se classe 55e du sprint, 66e de la poursuite et 9e du relais. Quelques jours après son retour de Chine, il est contraint d'arrêter sa saison à cause de l'invasion de son pays par la Russie.

## Palmarès

### Jeux olympiques
| Épreuve / Édition          | Individuel | Sprint | Poursuite | Mass start | Relais | Relais mixte |
| Jeux olympiques 2022 Pékin | 55e        | 66e    | —         | —          | 9e     | —            |

Légende :
- - : non disputée par Tsymbal

### Championnats du monde
| Édition / Épreuve | Individuel | Sprint | Poursuite | Mass start | Relais | Relais mixte | Relais mixte simple |
| ----------------- | ---------- | ------ | --------- | ---------- | ------ | ------------ | ------------------- |
| Antholz 2020      | —          | 67e    | —         | —          | –      | —            | —                   |
| Pokljuka 2021     | —          | 30e    | 18e       | —          | 5e     | —            | —                   |

Légende :
- — : non disputée par Tsymbal

### Coupe du monde
- Meilleur classement général : 62e en 2021.
- Meilleur résultat individuel : 17e.

#### Classements par saison
| Saison    | Classement général final | Individuel | Sprint | Poursuite | Mass start |
| 2019-2020 | nc                       | nc         | nc     |           |            |
| 2020-2021 | 62e                      | nc         | 72e    | 45e       |            |
| 2021-2022 |                          | nc         |        |           |            |

### Championnats d'Europe
- Médaille de bronze au relais mixte en 2021 à Duszniki-Zdrój.

### Championnats d'Europe junior
- Médaille d'argent sur la poursuite en 2018 à Pokljuka.
- Médaille de bronze sur le sprint en 2018.